# Kattarina Yxhufvud
Kattarina Yxhufvud, född 29 oktober 1956 i Värmland, är en svensk textilkonstnär.
Yxhufvud är som textilkonstnär autodidakt. Separat har hon ställt ut på bland annat Odense centralbibliotek, Galleri Rydberg i Göteborg, Värmlands konsthantverkare, Ekebyhovs slott i Stockholm, Kristinehamns konsthall, Konstfrämjandet i Karlstad och Svanekegaarden. Hon har medverkat i samlingsutställningarna på bland annat Åmåls konsthall, Nanko stadshus i Japan, Värmlands museum, Fagersta konsthall, Hudiksvalls länsmuseum, Hedmarks fylke i Norge, Arvika Konsthall, Karlskoga konsthall, Bornholms museum, Tekstilmuseum i Herning, Danska ambassaden i Berlin och Glimåkra vävstolsmuseum.
Hon har utfört offentliga arbeten för Hagfors kommun, Karlstads kommun, Åmåls kommun, Malmö kommun, Kristinehamns kommun, Värmlands läns landsting, Dagab i Malmö, Televerket i Karlstad, SPAB i Karlstad, Centralsjukhuset i Karlstad, Karlstad flygplats, Torsby sjukhus, Värmlands museum, Bornholms regionskommune, Psykiatrisk center i Rønne och Statens Konstråd.